# Sindoukorony
Sindoukorony (nom officiel) est un village du département et la commune rurale de Sindou, situé dans la province de Léraba et la région des Cascades au Burkina Faso.

## Géographie
Avec d'autres villages et hameau proches, il forme l'agglomération de Sindou (qui se développe de façon dispersée sur les espaces ruraux qui les sépare encore) et Sindoukorony est communément appelé simplement Sindou (comme le département et la commune dont il est le chef-lieu désigné, du fait de sa position plus centrale, bien que ce ne soit pas le village administratif le plus peuplé, ni l'agglomération la plus peuplée).

## Population
On y parle une langue en voie de disparition, le natioro.